# Conil de la Frontera
Conil de la Frontera és una localitat de la província de Cadis, Andalusia, Espanya. Limita amb Chiclana de la Frontera al nord i amb Vejer de la Frontera a l'est i sud. A l'oest limita amb l'oceà Atlàntic.

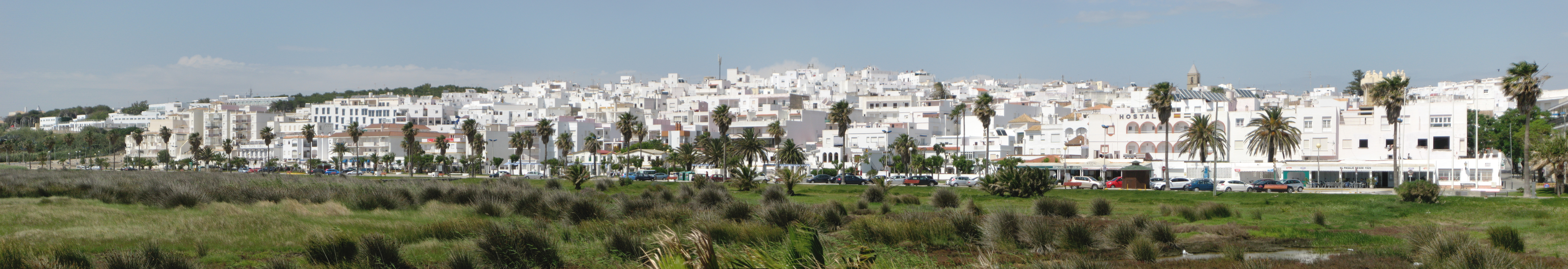
Conil de la Frontera